# 最初はパー
『最初はパー』（さいしょはパー）は、2022年10月28日から12月16日までテレビ朝日系「金曜ナイトドラマ」枠で放送されたテレビドラマ。主演はジェシー（SixTONES）。

## 概要
企画・原作・脚本は秋元康。ジェシーは同じく秋元が手掛けたテレビドラマ『私立バカレア高校』にもグループ結成前のSixTONESメンバーらと出演していたが、単独での地上波連続ドラマ主演は初となる。2人は2021年のジェシー単独初主演舞台『スタンディングオベーション』を手掛けて以来プライベートでも親交があり「ドラマやりたいね」と話していたという。秋元は今作の企画立ち上げ時から主演にふさわしい人物としてお笑いに精通するジェシーの名を挙げており、今回の企画が実現した。コンビ相手役は初共演の市川猿之助。また、佐久間宣行が総合監修を担当する。

## あらすじ
政治家の息子である利根川豪太はお笑い芸人の養成所に入り、裏社会の人間であった澤村銀平と出会う。2人はお笑いコンビ「最初は、パー!」を結成し、プロの芸人を目指していく。

## キャスト

### 主要人物
利根川豪太（とねがわ ごうた）〈26〉
演 - ジェシー（SixTONES）
本作の主人公。有名政治家・利根川周郎の長男。
何をやっても長続きしないが、政治家の道を歩ませようとする父親に反抗しお笑いの道へ進む。大黒芸能お笑い養成所で出会った銀平とお笑いコンビ「最初は、パー!」を結成し、プロの芸人を目指す。
澤村銀平（さわむら ぎんぺい）〈46〉
演 - 市川猿之助
裏社会で生きてきた強面の男。お笑い養成所で豪太と出会い、コンビを組む。
物怖じしない性格ではっきり物を言う。

### 大黒芸能お笑い養成所
豪太が入所するお笑いスクール。
相田忠則（あいだ ただのり）
演 - 小籔千豊
淡々と生徒たちを追い詰めていく鬼講師。
雨宮すみれ（あめみや すみれ）
演 - 賀喜遥香（乃木坂46）
お笑いへの志が高い生徒。アイドル並のルックスながら"コミュ障"で暗い過去を持ち、今までとは違う自分になるために養成所に入所。
小塚尊（こづか たける）
演 - 基俊介（IMPACTors / ジャニーズJr.）
明るくてノリのいいイケメンの生徒。女の子たちから騒がれるようなアイドルっぽい芸人を目指している。
木島大和（きじま やまと）
演 - 青木柚
自分の笑いの才能を信じ、養成所の門を叩いた生徒。相田に強い敵対心を持ち、入学初日から頭角を現す。
市毛稔（いちげ みのる）
演 - 迫田孝也
元エリート官僚の生徒。小さい頃からお笑いの道に憧れており、ある日突然長年務めた財務省をやめて養成所に入所する。

### 豪太の関係者
利根川周郎（とねがわ しゅうろう）
演 - 橋本じゅん
豪太の父親で、政治家。「国民を笑顔にさせる政治家」をスローガンに掲げ支持率も高い。その実、利己的で支配欲の強い一面を持ち、豪太に政治家の道を歩ませようとする。

## スタッフ
- 企画・原作・脚本 - 秋元康
- 脚本 - おかざきさとこ、ふじきみつ彦
- お笑い指導 - 佐藤哲夫（パンクブーブー）
- 音楽 - 末廣健一郎、MAYUKO
- オープニングテーマ - FAKY「Rock, Paper, Scissors」（rhythm zone）[9]
- 主題歌 - SixTONES「Good Luck!」（ソニー・ミュージックレーベルズ）[10]
- 総合監修 - 佐久間宣行
- プロデューサー - 秋山貴人（テレビ朝日）、高崎壮太（テレビ朝日）、小林麻衣子（テレビ朝日）、神通勉（MMJ）、山本喜彦（MMJ）
- 監督 - 根本和政、日暮謙
- ゼネラルプロデューサー - 横地郁英（テレビ朝日）
- 制作 - テレビ朝日、MMJ

## 放送日程
| 話数   | 放送日   | サブタイトル                                  | 脚本                  | 演出     |
| ------ | -------- | --------------------------------------------- | --------------------- | -------- |
| 第1話  | 10月28日 | 政治家息子と裏社会男!? 衝撃のお笑いコンビ誕生 | 秋元康 おかざきさとこ | 根本和政 |
| 第2話  | 11月04日 | 200万で相方とお別れ!?                         | 秋元康                | 根本和政 |
| 第3話  | 11月11日 | コンビ解散よりもツラい…涙の告白!?             | 秋元康                | 日暮謙   |
| 第4話  | 11月18日 | 『お笑い』のため…選挙に出馬!?                 | 秋元康                | 日暮謙   |
| 第5話  | 11月25日 | 裏切り者は誰？                                | 秋元康                | 根本和政 |
| 第6話  | 12月02日 | 最後のネタ合わせ                              | 秋元康                | 二宮崇   |
| 第7話  | 12月09日 | 最終章！恐怖の見舞い客                        | 秋元康                | 日暮謙   |
| 最終話 | 12月16日 | 最終回！爆笑と号泣の卒業グランプリ            | 秋元康                | 根本和政 |